# Moses Gaster
Moses Gaster (n. 17 septembrie 1856, București, Țara Românească – d. 5 martie 1939, Abingdon-on-Thames, Anglia, Regatul Unit) a fost un rabin, filolog, istoric literar, publicist și folclorist român-evreu, erudit în domeniul limbii și culturii române și al studiilor iudaice, luptător pentru emanciparea evreilor din România și lider sionist. A fost ales vicepreședinte la câteva din primele Congrese al Organizației Sioniste. La scurt timp după ce a fost ales membru în societatea Ateneul Român în 1885 a fost expulzat din România, din ordinul guvernului liberal al lui Ion Brătianu și s-a stabilit în Regatul Unit, unde a deținut funcția de rabin-șef (haham) al evreilor sefarzi (spanioli și portughezi).   
În anul 1929 a fost ales membru de onoare al Academiei Române.

## Tinerețea
Rabinul Dr. Moses Gaster s-a născut în Țara Românească (la vremea respectivă aflată sub administrație otomană și condusă de caimacamul Todiriță Balș) ca unul din cei cinci copii (trei fii și două fiice) ale cavalerului Avraham Imanuel Gaster (1836-1926) - după unele surse, atașat comercial al consulatului Țărilor de Jos la București și apoi, consul de onoare al acestei țări, și al Pninei Yehudit, născută Rubinstein, evreică așkenază, originară din Berdicev. 
Abraham Imanuel (Mendel) Gaster provenea dintr-o familie de evrei cu origini așkenaze și sefarde  și susținea ideile mișcării de culturalizare modernă în rândurile evreilor, Haskala. Bunicul patern, Azriel Gaster, om de afaceri bogat venit din Imperiul Habsburgic (Austria și Polonia), era căsătorit cu Etel Breuer (Brayer) și, a fondat în 1858 o sinagogă modernă (Sinagoga Azriel și Etel Gaster) pe strada Sticlari din București. Străbunicul, Issahar Gaster, a fost comerciant la Amsterdam și s-a stabilit la Tismeniția în Galiția, unde, între altele, a condus o societate funerară evreiască.
Articolul 7 din constituția de la 1866, care a fost impusă de monstruoasa coaliție și pe care principele Carol I a depus jurământul, impunea că numai creștinii au dreptul să obțină cetățenia română, de aceea, familiei Gaster i s-a refuzat cetățenia  A fost un pas înapoi în relațiile statului român cu minoritarii. Principele Alexandru Ioan I (Cuza-Vodă) a promulgat în 1865 Codul civil care stipula la art.16 că obținerea cetățeniei era permisă indiferent de credința religioasă a respectivei persoane. Discriminarea religioasă a fost înlăturată prin Constituția din 1923.
Moses Gaster a urmat gimnaziul și liceul în școli bucureștene celebre. A avut ca profesori particulari pentru limba ebraică și studii biblice pe prof. Korn și pe renumitul orientalist evreu francez Joseph Halévy care, în afară de ebraică, i-a predat limba turcă și l-a introdus în noțiunile semitologiei.
În anul 1876 și-a început studiile la Seminarul Teologic Evreiesc de la Breslau, instituție inspirată de ideologia științelor iudaice (germană Wissenschaft des Judentums) a celei de-a doua generații de maskilim (iluminiștii evrei) și a curentului cunoscut mai târziu ca iudaism conservativ. I-a avut acolo ca profesori pe Heinrich (Tzvi Hirsch) Graetz, Zacharia Frankel și David Rosin. În paralel, a învățat și la universitățile din Breslau și Leipzig, acordând o deosebită atenție studiului lingvisticii, studiilor biblice, limbilor orientale și romanice. În anul 1877, sub îndrumarea renumitului romanist Gustav Gröber a obținut titlul de doctor a Universității din Halle, cu o teză de lingvistică romanică despre fonetica istorică a limbii române.
În anul 1881 a fost învestit ca rabin din partea Seminarului teologic din Breslau.

## Activitatea sa în România
În anul 1878, la inițiativa profesorului Graetz, Gaster s-a alăturat Comitetului român de la Berlin, întrunit în urma războiului ruso-turc, care a încercat să lege recunoașterea independenței României de acordarea de cetățenie și de drepturi civile depline minorităților necreștine. Încă în anii studenției la Breslau Gaster a colaborat cu articole în domeniul filologiei românești la revistele Junimea și Columna lui Traian a lui Hașdeu.
Întors în România de la studii, mai întâi în 1878, apoi din nou în anul 1881, Gaster a început să se dedice studiului literaturii vechi și literaturii populare române, a ținut prelegeri de mitologie comparată la Universitatea din București și a colaborat la importante publicații culturale ale vremii. A luat parte la ședințe ale cercului „Junimea” stabilind relații amicale cu Titu Maiorescu, Mihai Eminescu și alții. De asemenea, a fost un bun prieten și colaborator al filologului Lazăr Șăineanu.
Casa lui din strada Sticlari din București a devenit un loc de întâlnire pentru numeroși intelectuali din elita română - Constantin Mille, Alexandru Odobescu, Alexandru Macedonski, Hașdeu, Grigore Tocilescu, Maiorescu, Eminescu - și româno-evreiască - Ronetti-Roman, Adolphe Stern, Lazar Edeleanu și alții.
În afară de activitatea sa pentru acordarea drepturilor cetățenești evreilor români în spiritul Tratatului de la Berlin, a fost unul dintre fondatorii organizației locale a Hovevei Țion („Comitetul Central pentru facilitarea emigrației evreiești” în Palestina, cu sediul la Galați). În anul 1882 s-a numărat, în această calitate, printre organizatorii celei de a doua așezări de evrei români în Palestina (Eretz Israel), cea de la Samarin, azi Zikhron Ya'aqov. 

## Expulzarea din România și stabilirea înAnglia
După ce în 1885 Gaster a fost ales membru în societatea Ateneul Român, la scurt timp după aceasta, ca urmare a protestelor sale față de măsurile legislative restrictive împotriva evreilor și a propagandei antisemite. a fost, (împreună cu alți zece intelectuali evrei), expulzat din România, ca „străin indezirabil", pe baza decretelor emise la 2 noiembrie de către guvernul liberal al lui I.C. Brătianu
Stabilindu-se la Londra, după o scurtă ședere la Viena, Gaster a ținut la Oxford ciclul de conferințe Ilchester despre literatura slavonă. În anul 1887 a fost  numit rabin (Haham) al Comunității sefarde - a evreilor spanioli și portughezi, funcție pe care a îndeplinit-o până în 1918. În perioada  1890 - 1896 a fost rectorul Colegiului evreiesc „Judith Lady Montefiore” de la Ramsgate, pe care a încercat să-l transforme după modelul Seminarului de la Breslau. 
A deținut importante funcții academice ca președinte al Societății de Folclor (Folklore Society), președinte al Societății Istorice Evreiești (Jewish Historical Society), vicepreședinte al Societății Regale Asiatice (Royal Asiatic Society) și membru al multor altor societăți științifice. Rabinul Gaster a fost membru activ al Hovevey Tzion și al Anglo-Jewish Association. A aderat la mișcarea sionistă politică încă de la începuturile ei și a fost vicepreședinte al celui de al doilea, al treilea, al patrulea și al șaptelea Congres Sionist. Gaster a fost fondatorul și președintele Federației Sioniste Engleze (English Zionist Federation). 
Adept al sionismului cultural și neadmițând un compromis teritorialist (crearea unei entități prestatale naționale sau autonome evreiești în alte teritorii decât Palestina), Gaster s-a implicat în negocierile cu autoritățile britanice privind soarta căminului evreiesc din Palestina. Prima versiune a Declarației Balfour s-a redactat la reședința sa londoneză, la 7 februarie 1917, în prezența lui Chaim Weizmann, Nahum Sokolov, James de Rothschild, Mark Sykes și Herbert Samuel.

## Schimbarea atitudinii autorităților române
În anul 1891, regele Carol I a revocat ordinul de deportare a lui Gaster, reacordându-i cetățenia română și Medalia națională în Gradul A (pănă atunci având Gradul B), invitându-l să se întoarcă în România. Gaster i-a mulțumit regelui pentru onoruri, dar a refuzat să se restabilească definitiv în țara sa natală, continuând totuși să colaboreze cu autoritățile române în diferite proiecte. 
În anul 1929, acesta a vizitat România, unde a fost primit cu căldură. Cu ocazia acestei vizite a fost făcut membru de onoare al Academiei Române.

## Contribuțiile sale la filologia, la folcloristica și istoria literară românească și evreiască

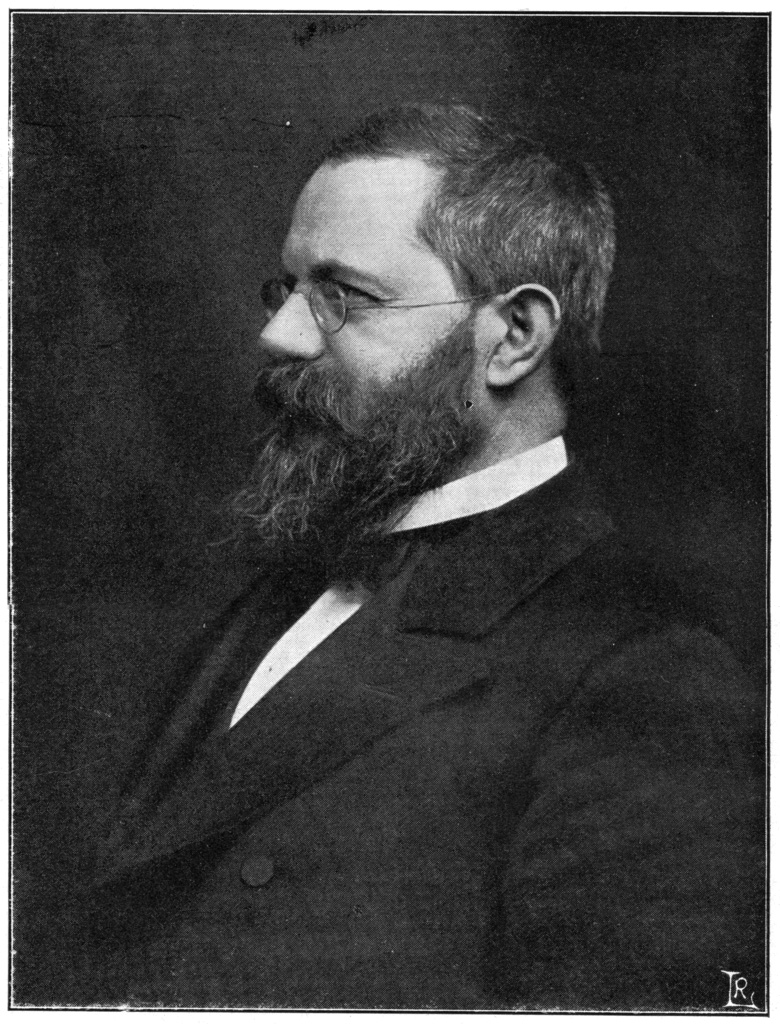

Gaster a debutat cu studii de limbă română, dar, întors de la Breslau, interesul său s-a îndreptat spre literatura populară română. El are meritul de a fi autorul primei încercări de sistematizare a folclorului literar românesc în Literatura populară română, București, 1883. Chrestomația română, Leipzig, București, 1892, a fost considerată mulți ani lucrare de referință în domeniu, făcând cunoscute în mediile de specialitate europene limba și literatura română, la fel ca prelegerile sale ținute la Oxford sau studiile publicate în reviste de specialitate. 
Adept al metodei comparatiste în studierea folclorului, Gaster a considerat literatura populară slavo-bizantină drept punte de legătură dintre literatura populară pre și post-talmudică și folclorul european. Studiile sale de exegeză biblică și de literatură populară ebraică din Antichitatea târzie și Evul Mediu, la fel ca articolele sale dedicate multiplelor domenii ale Științei Iudaismului, al cărui principal promotor a fost în România, precum și studiile sale samaritene au fost cumulate în cele trei volume de Studies and Texts in Folk-Lore, Magic, Medieval Romance, Hebrew Apocrypha and Samaritan Archaeology, Londra, Maggs Bros, 1925-1928.
Gaster a colaborat la prestigioase publicații științifice ca The Archaeological Review, Asiatic Quarterly Review, Byzantinische Zeitschrift, Folk-Lore, Journal of Apocrypha, Journal of the Royal Asiatic Society, Slavonic Review, Zeitschrift für alttestamentische Wissenschaft. A semnat în reviste culturale românești precum Bukarester Salon, Revista pentru istorie, arheologie și filologie, Revista literară, Șezătoarea și a avut însemnate contribuții în publicații dedicate științelor iudaice ca Monatsschrift für Geschichte und Wissenschaft des Judentums, Revue des Etudes Juives, Hebrew Union College Annual, Anuar pentru Israeliți” (al lui Moses Schwarzfeld, împreună cu care a fost expulzat din România), Sinai. 
Articole gasteriene au apărut în publicații evreiești precum The Jewish Chronicle, The Jewish Forum, The Jewish World, Jewish Quarterly Review, Ost und West, Jewish Tribune. 
Ca lingvist, a susținut romanitatea poporului român și latinitatea limbii române în lucrări ca Stratificarea elementului latin în limba română sau Die Nichtlateinischen Elemente im Rumänischen. Se apreciază că cea mai importantă lucrare în domeniul filologiei este Crestomația română, lucrare în două volume incluzând reproducerea a peste 200 de texte manuscrise din sec. XVI-XVIII. Ca istoric literar a fost preocupat de vechimea și periodizarea limbii române, de locul și importanța literaturii române și a îngrijit cea mai bună ediție din Povestea vorbei a lui Anton Pann. 
Moses Gaster a elaborat studii despre literatura populară ebraică în lucrări cum sunt Basme și istorii talmudice, Tractatul talmudic, Legende talmude și legende românești ș.a. A fost ales membru de onoare al Academiei Române în anul 5 martie 1929, „titlu pe care l-a onorat până în ultima zi a vieții sale, 30 mai 1939”. În anul 1936 a donat Academiei Române întreaga sa colecție de cărți vechi și manuscrise de interes românesc.

## Viața privată
Fratii și surorile lui Moses Gaster se numeau Adolf, Anghel, Mina (căsătorită Ludovic), Ecaterina (căsătorită Revici), Leon, Bluma (căsătorită Roman) și Max. Anghel, medic, și Leon, inginer, s-au stabilit la Londra. 
Moses Gaster s-a căsătorit în 1890 cu Lucy Friedländer (1871-1940), fiica lui Michael Friedländer (1833-1910), directorul Colegiului evreiesc din Londra (Jews' College). Perechea a avut 7 fii și 6 fiice (și încă doi fii care au murit în pruncie). Fiica cea mare, Phina Emily s-a măritat cu judecătorul Neville Laski, altă fiică, Irene, a fost asistentă socială care s-a stabilit în Israel, unde a întemeiat cel dintâi centru de asistență pentru copii cu debilitate mintală. Unul din fii, Theodor Herzl Gaster (1906-1992), s-a distins ca cercetător al Bibliei și al civilizației Orientului Apropiat antic, s-a stabilit în S.U.A și a publicat lucrări despre Manuscrisele de la Marea Moartă și despre miturile din Biblia ebraică. Alt fiu, Jack Gaster (1907-2007) a fost avocat și activist pe tărâm obștesc. 
O nepoată a lui Gaster, Marghanita Laski, (1915-1988) a fost jurnalistă și scriitoare engleză.
Moses Gaster a decedat în urma unui atac de cord la 5 martie 1939. A fost înmormântat la Cimitirul Hendon al comunității evreilor spanioli si portughezi, la nord-vestul Londrei.

## Premii și onoruri
- Medalia Bene merenti din partea Romaniei
- Membru de onoare al Academiei Române

## In memoriam
- O stradă în cartierul Moshava Germanit (Colonia germană) din Ierusalim în Israel, îi poartă numele

## Opera
Opera de căpătâi a lui Gaster, în care și-a investit zece ani de muncă, este Chrestomatie română (Leipzig, București, 1892), apoi prima încercare de sistematizare a folclorului literar românesc în Literatura populară română, București, 1883. El a mai scris o Istoria evreilor din România, a tradus din ebraică Sidur-ul, cartea de rugăciuni evreiască, o istorie a Vechiului Testament.

### Volume publicate
- „Literatura populară română”, 1883;
- „Folclorul evreiesc în Evul Mediu” (engleză Jewish Folk-Lore in the Middle Ages), 1887;
- Ilchester Lectures on Greeko-Slavonic literature 1887;
- „Crestomație română”, 2 volumes, 1891;
- „Spada lui Moșe” (The Sword of Moses), după un vechi manuscris apocrif, (1896);
- „Cronicile lui Irahmiel” (engleză "The Chronicles of Jerahmeel"), 1899  [15];
- Hebrew Illuminated Bibles of the Ninth and Tenth Centuries and a Samaritan Scroll of the Pentateuch (1901);
- History of the Ancient Synagogue of the Spanish and Portuguese Jews, a memorial volume in celebration of the two-hundredth anniversary of its inauguration (1901).
- edit.: The Book of Prayer and Order of Service according to the custom of the Spanish and Portuguese Jews (6 volume, 1901–1907);
- The Hebrew Version of the Secretum Secretorum (1907–1908);
- Das Buch Josua (1908), on the Samaritan Book of Joshua;
- Rumanian Bird and Beast Stories (1915);
- Children's Stories from Roumanian Legends and Fairy Tales [1923];
- The Exempla of the Rabbis (1924);
- Studies and Texts in Folklore, Magic, Medieval Romance, Hebrew Apocrypha and Samaritan Archaeology, 3 Vols. (1925-8)
- The Samaritans: Their History, Doctrines and Literature. (The Schweich Lectures for 1923) (1925);
- The Asatir: The Samaritan Book of the “Secrets of Moses” (1927);
- The Story of Chanucah (1928);
- The Tittled Bible: a Model Codex of the Pentateuch Reproduced in Facsimile from MS. No. 85 of the Gaster Collection (1929);
- Die 613 Gebote und Verbote der Samaritaner, in "Festschrift zum Bestehen des jüd.-theol. Seminars Breslau", (1929);
- The Story of Passover (1929);
- The Story of Purim (1929);
- The Story of Shavuoth (1930);
- The Story of the High Festivals and the Feast of Tabernacles (1931);
- Conjurations and the Ancient Mysteries (1932);
- Samaritan Oral Law and Ancient Traditions, Vol. I, Eschatology (1932);
- Ma'aseh Book - Book of Jewish Tales and Legends Translated from the Judeo-German (1934).

### Contribuții la reviste periodice
- "Beiträge zur Vergleichenden Sagen und Märchenkunde", in Monatsschrift, xxix. 35 et seq.;
- "Ein Targum der Amidah," in ib. xxxix. 79 et seq.;
- "The Legend of the Grail." Folk-Lore. Vol. 2. 1891
- "The Apocalypse of Abraham from the Roman Text", in the Transactions of the Royal Asiatic Society, ix. 195;
- "The Unknown Hebrew Versions of the Tobit Legend," in ib. 1897, p. 27;
- "The Oldest Version of Midrash Meghillah", in Kohut Memorial Volume;
- "Hebrew Text of One of the Testaments of the Twelve Patriarchs", in the Proceedings of the Society of Biblical Archæology, xvi. 33 et seq.;
- "Contributions to the History of Aḥiḳar and Nadam", in the Transactions of the Royal Asiatic Society, 1900, p. 301.

### Contribuții la Enciclopedia Britannica
Gaster a contribuit la Enciclopedia Britannica începând din anul 1911 sub inițialele M.G. cu articolele: 
- Alecsandri, Vasile
- Anthim the Iberian
- Bassarab
- Bogomils
- Brancovan
- Ghica

### Studii despre folclor
- Modern Origin of Fairy Tales, The Folk-Lore Journal, vol. 5, 1887.
- The Legend of the Grail. No. I, F-L, vol. 2, pp. 50–64, 1891.
- The Legend of the Grail. No. II F-L, vol. 2, pp. 198–211, 1891.
- Fairy Tales from inedited Hebrew MSS. of the Ninth and Twelfth Centuries, F-L, vol. 7, pp. 217–250, 1896.
- The Letter of Toledo, F-L, vol. 13, pp. 115–134, 1902.
- The Legend of Merlin, F-L, vol. 16, pp. 407–426, 1905.
- Presidential Address, F-L, vol. 20, pp. 12–31, 1909.
- Folk-lore in the Old Testament, F-L, vol. 30, pp. 71–76, 1919.
- The Killing of the Khazar Kings, F-L, vol. 30, pp. 136–139, 1919.